# Boletales
Boletales, red gljiva stapčarki (Basidiomycota) koji ime dobiva po rodu vrganja (Boletus) i porodici vrganjevki (Boletaceae). Redu pripada 19 porodica s 2 059 vrsta. Uz jestive vrste neke su i otrovne, među kojima Ludara (Suillellus satanas) koja je nekad pripisivana rodu Boletus.
Borov vrganj (Boletus pinophilus) je gljiva iz reda stapčarki.

## Porodice
- Boletaceae
- Boletinellaceae
- Calostomataceae
- Coniophoraceae
- Diplocystidiaceae
- Gasterellaceae
- Gastrosporiaceae
- Gomphidiaceae
- Gyroporaceae
- Hygrophoropsidaceae
- Jaapiaceae
- Paxillaceae
- Protogastraceae
- Rhizopogonaceae
- Sclerodermataceae
- Sclerogastraceae
- Serpulaceae
- Suillaceae
- Tapinellaceae
- nesvrstani rodovi:
  - Genus Coniophoropsis
  - Genus Corditubera
  - Genus Corneromyces
  - Genus Marthanella
  - Genus Phaeoradulum